# Ґертруда Фрідберґ

Ґертруда Тонконогі-Фрідберґ (англ. Gertrude Tonkonogy Friedberg) (17 березня 1908 – 17 вересня 1989) — американська драматургиня і письменниця.

## Життя і кар'єра
Ґертруда Тонконогі народилася в Нью-Йорку в 1908 році як одна з 11 дітей. Серед її братів і сестер Юджин Тонконогі та Джордж Т. Делакорт-молодший.
Після закінчення Барнард-коледжу зі ступенем бакалавра у 1929 році, Тонконогі здійснила свій перший професійний продаж із п’єсою «Трьохкутний місяць», яка була поставлена на Бродвеї (прем’єра відбулася 16 березня 1933 року), у якій зіграли Рут Гордон і Браян Донлеві. З нього майже одразу зняли однойменний фільм з Клодетт Кольбер у головній ролі; фільм вийшов у серпні 1933 року.
Невдовзі після успіху п’єси, Тонконогі вийшла заміж за Чарльза К. Фрідберга, лікаря. Згодом її називали Ґертрудою Фрідберґ. Її друга п’єса — «Міський будинок» — з’явилася в 1948 році. Вона була заснована на оповіданнях Джона Чівера, а режисером став Джордж С. Кауфман.
Протягом 1950-х вона написала кілька оповідань, які публікувалися в журналах New World Writing, Esquire, The Atlantic, Story і The Magazine of Fantasy & Science Fiction. Перша і єдина збірка Фрідберґ була видана в 1959 році в новій письменницькій вітрині Оповідання 2; цей том містить п’ять її оповідань, а також оповідання трьох інших авторів, у тому числі Майкла Румакера. Між 1958 і 1972 роками Фрідберґ опублікуваkf три науково-фантастичні оповідання та один науково-фантастичний роман «Хлопчик, що обертається» (англ. «Revolving Boy») (1966). «Енциклопедія наукової фантастики» характеризує роман як «незначну класику в галузі ." Він залишився єдиним романом Фрідберґ.
Відповідно до задньої сторінки видання «Хлопчик, що обертається», опублікованого в 1980 році, Фрідберг жила в Нью-Йорку, де викладала математику. У Фрідберґ було двоє дітей, Річард Фрідберґ і Барбара. Вона померла від раку у своєму будинку на Манхеттені у віці 81 року.

### Науково-фантастичні романи
- Хлопчик, що обертається (англ. «Revolving Boy») (1966)

### Оповідання
- Норовливий крават (1958) (англ. «The Wayward Cravat», 1958)
- Коротка і щаслива смерть Джорджа Фрумкіна (англ. «The Short and Happy Death of George Frumkin», 1963)
- На кого чекає дівчина (англ. «For Whom the Girl Waits», 1972)

### П'єси
- Трьохкутний місяць (англ. «Three Cornered Moon», 1929)
- Міський будинок (англ. «Town House», 1948)